# Чемпіонат Азербайджану з футболу серед жінок
Чемпіонат Азербайджану з футболу серед жіночих команд азерб. Qadınlar arasında futbol üzrə Azərbaycan çempionatı — щорічне змагання для азербайджанських жіночих футбольних клубів, проводиться Асоціацією жіночого футболу Азербайджану.

## Історія
Турнір проводився з 2003 року протягом декількох років. Після цього спочатку не проводився чемпіонат, а потім розігрувалася лише молодіжна першість (U-15, U-17). 
Команда-переможниця чемпіонату кваліфікувалась для участі в Кубку УЄФА серед жінок. «Гемрюкчу» (Баку) п'ять разів представляв Азербайджан у лізі чемпіонів з 2002–03 по 2006–07 років, де виходив у чвертьфінал. «Руслан-93» (Баку) грав у жіночому Кубку УЄФА 2007/08.
Перший сезон після перерви відбувся в сезоні 2016/17 років, коли титул виграла «Габала».

## Переможці
Список переможців чемпіонату:
- 2003/04: Гемрюкчу (Баку)
- 2004: Гемрюкчу (Баку)
- 2005: Гемрюкчу (Баку)
- 2006: Руслан-93
- 2007: Руслан-93

лише дівочій чемпіонат
- 2016/17: Габала
- 2017/18: Сумгаїт